# 明経
明経（みょうぎょう）とは、律令制において式部省が行った秀才に次ぐ第二の官吏登用試験。明経試（みょうぎょうし）とも。
律令制における大学寮には算生（算道の学生）が若干いるのを例外とすれば、原則として後世明経道と呼ばれた儒教を学ぶ学科のみが存在した（音道・書道はこれらとはまた別扱いである）。初期においては秀才及び第三・第四の進士・明法の受験資格を得るための方法が確立されていなかったため、もっぱら明経が主として行われていた（後世に追加されて、秀才・進士に対応したのが紀伝道、明法に対応したのが明法道である）。
明経は2経（大経1・小経1、もしくは中経2）以上に通じた者を採用する（ただし、必修である『礼記』・『論語』は既に通じていることが前提となる）ことになっており、経籍10条を試験して、9段階評価が行われ、もっとも優秀な上上第から第4番目の上中第までを及第とした。上上第は正八位下、上中第は従八位上に叙せられ、上下第と中上第は当初は式部留省（預かり）扱いとされていたが、802年（延暦21年）以後は、それぞれ大初位上、大初位下に叙されることとなった。
なお、及第によって叙せられた者のうち、蔭位資格を有するか孝悌によって表彰された者は蔭位か成績のうち上位の位階よりも1階上に叙された。また、2経の他にも通じている経典を有する者は、それに関する試験も受けて及第すれば1経ごとに1階引き上げられた。